# Put It There
Put It There è una canzone di Paul McCartney inclusa sul suo album Flowers in the Dirt (1989) e pubblicata su singolo (Mama's Little Girl) il 5 febbraio dell'anno seguente.

## Descrizione
Put It There, ispirata da alcune parole del padre dell'autore, Jim McCartney, non ha avuto un grande successo, e l'unica raccolta nella quale appare è Never Stop Doing What You Love (2005). Eseguita dal vivo tra il 1989 ed il 1991, è stata inclusa anche sul live Tripping the Live Fantastic (1990).

## Il singolo
5 febbraio 1990: viene pubblicato il quarto singolo estratto da Flowers in the Dirt, sebbene il lato B provenga dalle sessions del 1978 dell'album Back to the Egg. Contemporaneamente, si vedono nei mercati ben cinque versioni di esso:
- un 7", numero di serie R 6246
- due differenti 12", numeri di serie 12 R 6246 e 12 RS 6235
- un CD singolo, CD R 6246
- un'audiocassetta, TC R 6246[2]

Il 7", il primo 12", il CD singolo e l'audiocassetta contenevano semplicemente Put It There/Mama's Little Girl. Il secondo 12", invece, aggiungeva una seconda b-side: Same Time Next Year. Gli SP contenevano una cartolina prestampata per poter inviare le proprie generalità a Paul McCartney; così facendo, arrivavano le news del polistrumentista. Tutti i formati, eccetto il 12", contenevano un disegno dell'ex-beatle; l'altro formato di 45 giri, contrariamente, presenta una fotografia di Macca scattata da Richard Haughton. Per promuovere questa pubblicazione, venne girato, il 22 gennaio, un videoclip con il solo Paul e delle fotografie stile "padre-figlio", che legano con le parole scritte da Geoff Baker nel retro-copertina. Il singolo, o meglio, i singoli, arrivarono alla 32ª posizione delle classifiche britanniche, dove rimase in Top 75 per sole due settimane; l'unica posizione negli Stati Uniti d'America è rappresentata dall'11° nelle classifiche dell'Adult contemporary. Nessuno dei due lati B è stato incluso in qualcuna delle ristampe di Flowers in the Dirt.

## Formazione
- Paul McCartney: voce, chitarra acustica, percussioni
- Hamish Stuart: basso elettrico, percussioni
- Chris Witten: hit-hat, percussioni
- Peter Henderson: programmazione del computer
- George Martin: orchestrazione[1]